# George Papandreou
Georgios A. Papandreou (tiếng Hy Lạp: Γεώργιος Α. Παπανδρέου, [ʝe̞ˈo̞ɾʝio̞s papanˈðɾe̞u]; sinh ngày 16 tháng 6 năm 1952), thường được Anh hóa George và rút ngắn Γιώργος (Yórgos, [ʝo̞ɾɣo̞s]) trong tiếng Hy Lạp, là một chính trị gia Hy Lạp, người từng là Thủ tướng Hy Lạp sau chiến thắng của đảng của ông trong cuộc bầu cử lập pháp năm 2009. Thuộc về một Triều đại chính trị lâu dài, ông trước đây từng là Bộ trưởng Bộ Quốc gia Giáo dục và Tôn giáo (1988-1989 và 1994-1996), Bộ trưởng Bộ Ngoại giao 1999-2004. Sau ông nội của mình Georgios Papandreou và cha của ông là Andreas Papandreou, ông là thành viên thứ ba của gia đình Papandreou làm thủ tướng của quốc gia này. Papandreou đã lãnh đạo của Phong trào Xã hội Panhellenic (PASOK) bên kể từ tháng 2 năm 2004, và Chủ tịch của Quốc tế xã hội kể từ tháng 1 năm 2006. George Papandreou đã trở thành thủ tướng thứ 182 của Chính phủ của Hy Lạp vào ngày 06 tháng 10 năm 2009. Ông từ chức vào ngày 11 tháng 11, năm 2011 để mở đường cho một chính phủ đoàn kết quốc gia chịu trách nhiệm giải quyết cuộc khủng hoảng nợ công Hy Lạp.